# Fortællinger ved havet
Fortællinger ved havet er en dansk dokumentarfilm fra 1995 med instruktion og manuskript af Niels Frandsen.

## Handling
Seks mennesker mødes i et ensomt beliggende hus. De kender ikke hinanden og har ved første øjekast ikke meget til fælles. Den yngste er i tyverne, den ældste over tres. En ting er de fælles om - de har været alkoholikere, og de har besluttet at holde op. I huset fortæller de om facader, der krakelerer, om ensomhed og angst, og om skyldfølelsen overfor de mennesker, de har gjort grueligt fortræd. De seks har alle været så langt nede, at de har stået overfor valget: Enten drikker jeg mig selv ihjel, eller også holder jeg op. De valgte livet. Og det var ikke let.